# Гансгеорг Модель
Гансгеорг Модель (нім. Hansgeorg Model; 1 березня 1927, Герліц — 16 квітня 2016) — німецький офіцер і письменник, бригадний генерал Бундесверу.

## Біографія
Син генерал-фельдмаршала Вальтера Моделя і його дружини Герти, уродженої Гуйссен (1892–1985). Був хрещений пастором Мартіном Німеллером.
В грудні 1944 року вступив кандидатом в офіцери в резервну групу штурмової артилерійської бригади «Велика Німеччина». Пройшов базову підготовку в Губені, а в лютому 1945 року — підготовку кандидата в офіцери в Котбусі та Цвікау. В квітні 1945 року розпочав підготовку фанен-юнкера. Певний час служив у піхоті, потім — в штабі 15-ї танково-гренадерської дивізії.
В 1947 році завершив середню освіту і розпочав навчання на журналіста. З 1950 року — реферат Бундесрату в Бонні. В тому ж році розпочав вивчення права в Рейнському університеті Фрідріха-Вільгельма.
В травні 1956 року вступив фенріхом в навчальний танково-гренадерський батальйон, потім — в 1-ше офіцерське училище сухопутних військ в Ганновері. В 1957 році перейшов в артилерію, пройшов підготовку в артилерійському училищі Ідар-Оберштайна. В 1957/58 роках — офіцер батареї 5-го танково-артилерійського полку в Нідерланштайні. В 1958/59 роках служив в штабі 145-го танково-артилерійського батальйону, в 1960/61 роках — в штабі Училища внітршнього керівництва бундесверу в Кобленці. В 1961/62 роках — командир 41-го польового артилерійського батальйону в Ландсгуті. В 1962/64 роках пройшов курс офіцера Генштабу в командній академії бундесверу в Гамбурзі. В 1964/66 роках — референт командного штабу сухопутних військ в Бонні. В 1966/68 роках служив в 29-й танковій бригаді в Зігмарінгені. В 1968/70 роках — командир 215-го танково-артилерійського дивізіону в Августдорфі, в 1976/82 роках — 7-ї танково-гренадерської бригади в Гамбурзі, одночасно був референтом і керівником реферета командного штабу збройних сил в Бонні. З 1982 року — начальник розвідувальної служби бундесверу в Бад-Ноєнарі. В березні 1987 року вийшов у відставку.

## Сім'я
Був одружений, мав трьох дітей.

## Звання
- Лейтенант (1957)
- Оберлейтенант (1958)
- Гауптман (1960)
- Майор (1964)
- Оберстлейтенант (1968)
- Оберст (1972)
- Бригадний генерал (1980)

## Нагороди
- Орден «За заслуги перед Федеративною Республікою Німеччина», офіцерський хрест (1987)